# Жертва фанатизма
«Жертва фанатизма» — одна из наиболее известных картин русско-украинского художника-передвижника Николая Пимоненко, написанная им в 1899 году.

## История создания
Эта социально-обличительная картина была создана художником после того, как он прочитал в газете о нападении членов иудейской общины на девушку, полюбившую кузнеца-украинца и ради брака с ним решившуюся перейти в христианство. Взволнованный этой заметкой, художник перед написанием картины посетил местечко Кременец на Волыни, где сделал много этюдов с натуры.

## Сюжет картины
Молодая девушка в разорванной рубашке, спасаясь от разъярённой толпы, прижалась к забору, на шее виден крест. Прямо напротив неё стоит потрясающий кулаками человек в иудейской ритуальной одежде — помимо кипы на нём тфилин и талит. Остальные жители местечка одеты обыденно. Многие из них вооружились палками, зонтиками и ухватами. Родители девушки находятся несколько в стороне: мать рыдает, отвернувшись от дочери, а отец поднял правую руку в знак отречения от дочери.

## Технические детали
Картина выполнена маслом на холсте. В настоящее время находится в экспозиции Харьковского художественного музея.